# Cultura Vicús

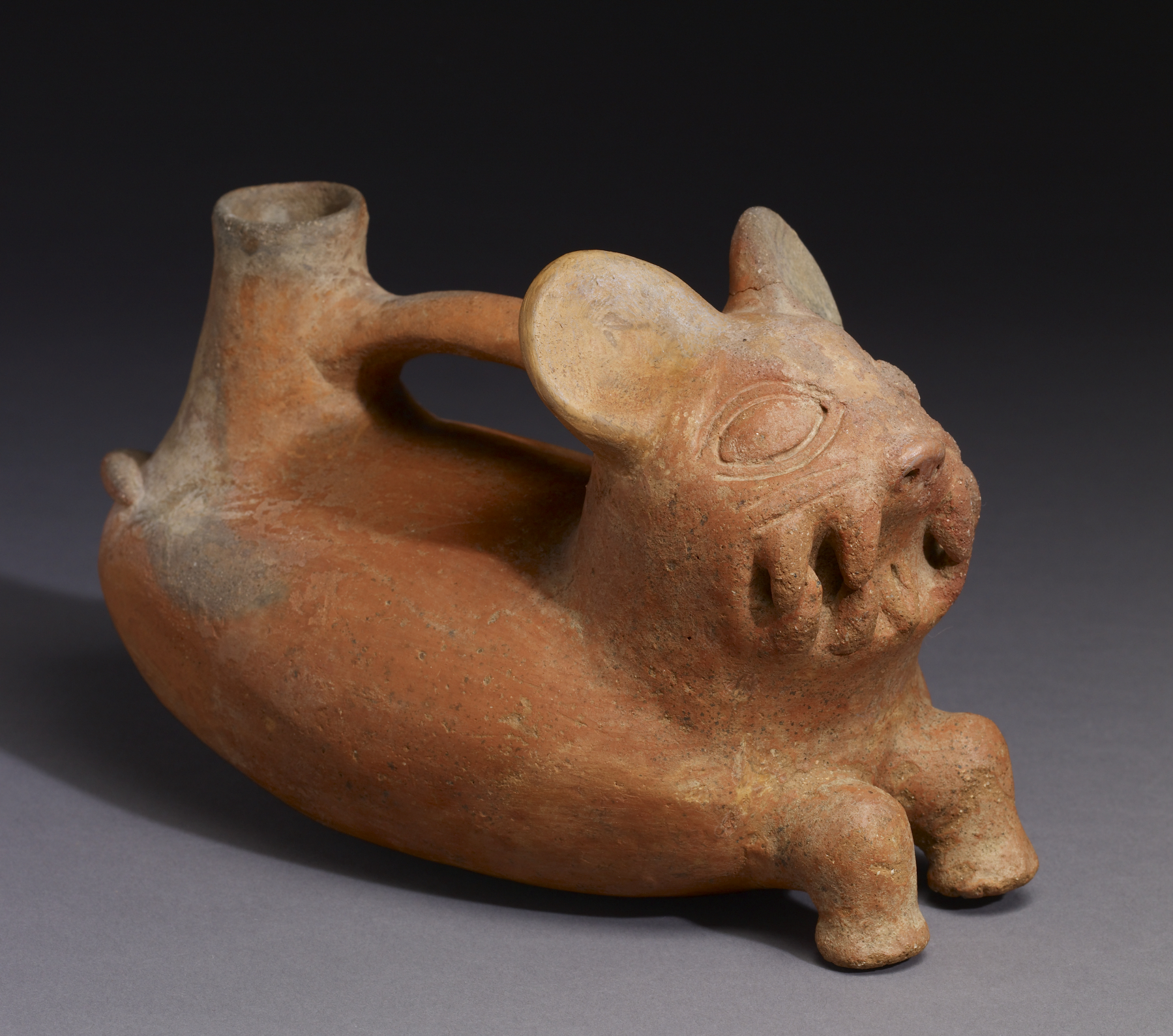
Vaso a forma di felino della cultura Vicús presente al Walters Art Museum.

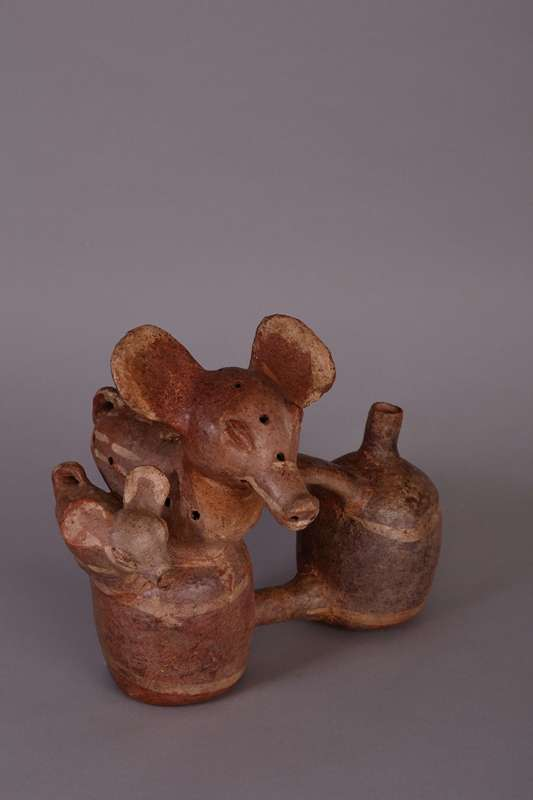
Vaso doppio. Da una delle camere emerge una coppia di cervi, probabilmente la madre con il piccolo. Raccolte extraeuropee del Castello Sforzesco.

La cultura Vicús si sviluppò nell'antico Perù fra gli anni 1000-200 a.C. e 300/600 nella costa nord del Perù sul corso inferiore del fiume Piura a 7 km dal distretto di Chulucanas, nella provincia di Morropon, dipartimento di Piura.

## Arte
Questo popolo era conosciuto per i manufatti in ceramica, rame e oro. Viveva principalmente nei deserti costieri, ed usava l'argilla e coloranti locali per la produzione di simboli naturali e religiosi; la ceramica moderna della città di Chulucanas si dice assomigli da vicino all'antica arte vicùs. Fra i loro manufatti caratteristiche brocche a doppio beccuccio che emettevano un sibilo quando si versavano i liquidi.